# Igor Szczadiłow
Igor Władimirowicz Szczadiłow (ros. Игорь Владимирович Щадилов; ur. 7 czerwca 1980 w Moskwie) – rosyjski hokeista, reprezentant Rosji.

## Kariera
- Dinamo 2 Moskwa (1996-1999)
- Dinamo Moskwa (1998/1999, 1999/2000)
- Krylja Sowietow Moskwa (1998/1999)
- THK Twer (1999/2000)
- Dinamo Moskwa (2000-2001)
- Siewierstal Czerepowiec (2001–2003)
- Dinamo Moskwa (2003–2005)
- Ak Bars Kazań (2005–2007)
- Saławat Jułajew Ufa (2007–2009)
- Ak Bars Kazań (2009–2011)
- Dinamo Moskwa (2011-2013)

Wychowanek i od 2011 do sezonu 2012/2013 ponownie zawodnik Dinama Moskwa.

## Sukcesy
Reprezentacyjne
- Srebrny medal mistrzostw świata juniorów do lat 20: 20

Klubowe
- Złoty medal mistrzostw Rosji (7 razy): 2000, 2005 z Dinamo Moskwa, 2006, 2010 z Ak Barsem Kazań, 2008 z Saławatem Jułajew Ufa, 2012, 2013 z Dinamem Moskwa
- Puchar Mistrzów: 2007 z Ak Barsem Kazań
- Puchar Gagarina (3 razy): 2010 z Ak Barsem Kazań, 2012, 2013 z Dinamem Moskwa

Indywidualne
- Superliga rosyjska w hokeju na lodzie (2007/2008): nagroda Dżentelmen na Lodzie dla obrońcy

Rekordy
- Najwięcej złotych medali mistrzostw Rosji wśród aktywnych zawodników KHL: 7 (2013)[1]
- Najwięcej złotych medali mistrzostw w ramach rozgrywek Superligi: 2000, 2005, 2006, 2008 (ex aequo, poza nim Aleksiej Tierieszczenko i Władimir Antipow)